# USS Mansfield (DD-728)
USS Mansfield (DD-728) là một tàu khu trục lớp Allen M. Sumner được Hải quân Hoa Kỳ chế tạo trong Chiến tranh Thế giới thứ hai. Nó là chiếc tàu chiến duy nhất của Hải quân Mỹ được đặt theo tên Trung sĩ Thủy quân Lục chiến Duncan Mansfield (1778-??), người tham gia cuộc Chiến tranh Barbary thứ nhất, và đã cùng Đại úy Hải quân Stephen Decatur trên chiếc Intrepid đột kích vào cảng Tripoli phá hủy chiếc Philadelphia bị đối phương chiếm. Nó đã hoạt động cho đến hết Thế Chiến II, và tiếp tục phục vụ sau đó trong Chiến tranh Triều Tiên và Chiến tranh Việt Nam cho đến khi xuất biên chế năm 1971. Tên nó được rút khỏi Đăng bạ Hải quân năm 1974; và được bán cho Argentina vào ngày 4 tháng 6 năm 1974 để tháo dỡ để làm nguồn phụ tùng thay thế. Mansfield được tặng thưởng năm Ngôi sao Chiến trận do thành tích phục vụ trong Thế Chiến II, và thêm ba Ngôi sao Chiến trận khác trong Chiến tranh Triều Tiên.

## Thiết kế và chế tạo
Cái tên Mansfield thoạt tiên dự định đặt cho tàu khu trục DD-594, nhưng được gán lại cho chiếc DD-728 vào ngày 26 tháng 7 năm 1943. DD-594 được đổi tên thành Hart vào ngày 21 tháng 3 năm 1944 trước khi được hạ thủy, nhằm vinh danh Trung úy Hải quân Patrick H. Hart (1912–1942), phi công được truy tặng Huân chương Chữ thập Hải quân do chiến đấu anh dũng trong trận Midway.
Mansfield (DD-728) được đặt lườn tại xưởng tàu của hãng Bath Iron Works Corp. ở Bath, Maine vào ngày 28 tháng 8 năm 1943. Nó được hạ thủy vào ngày 29 tháng 1 năm 1944; được đỡ đầu bởi bà Edmond F. Jewell, và nhập biên chế vào ngày 14 tháng 4 năm 1944 dưới quyền chỉ huy của Trung tá Hải quân Robert E. Brady, Jr..

## Lịch sử hoạt động

### 1944
Sau khi hoàn tất chạy thử máy tại vùng biển quần đảo Bermuda, cùng huấn luyện ngoài khơi Norfolk, Virginia và Casco Bay, Maine, Mansfield lên đường đi sang vùng bờ Tây Hoa Kỳ qua ngã kênh đào Panama, và đi đến San Diego, California vào ngày 10 tháng 9 năm 1944. Một tuần sau đó, nó cùng đồng đội thuộc Đội khu trục 122 lên đường đi Trân Châu Cảng, thực hành tập trận trên đường đi. Sau các lượt thực tập phòng không và bắn phá bờ biển tại khu vực quần đảo Hawaii, nó cùng bốn tàu khu trục khác hộ tống một đoàn tàu vận tải đi Ulithi.
Tại đây Mansfield gia nhập Đội đặc nhiệm 38.1 thuộc Lực lượng Đặc nhiệm 38, đơn vị tàu sân bay nhanh của Đệ Tam hạm đội, để làm nhiệm vụ hộ tống và canh phòng khi tiến hành các cuộc không kích bởi không lực của tàu sân bay xuống trung tâm Luzon, kể cả khu vực Manila. Vào ngày 10 tháng 12, trong thành phần Hải đội Khu trục 61 phối thuộc cùng Đội đặc nhiệm 38.2, nó tham gia các đợt không kích khác xuống Luzon. Một cơn bão bất ngờ khiến hạm đội bị mất ba tàu khu trục Hull (DD-350), Spence (DD-512) và Monaghan (DD-354) và phải hủy bỏ các kế hoạch tấn công khác. Sau khi tìm kiếm những người sống sót qua cơn bão, Mansfield cùng hạm đội rút lui về Ulithi.

### 1945
Vào ngày 30 tháng 12, 1944, Mansfield tham gia Đội đặc nhiệm 30.1 cho hoạt động không kích xuống Đài Loan và miền Trung Luzon. Sau đó Đô đốc William Halsey đưa toàn bộ Đệ Tam hạm đội, bao gồm Đội đặc nhiệm 30.1, vượt eo biển Bashi để tiến vào Biển Đông. Tuy nhiên hạm đội đã không tìm thấy bất kỳ hạm tàu nổi nào của đối phương; Hải quân Nhật đã cẩn thận rút lui mọi tàu chiến về Singapore hoặc chính quốc Nhật Bản. Dù sao trong suốt đợt càn quét diễn ra từ ngày 10 đến ngày 20 tháng 1, 1945, kéo dài suốt từ Sài Gòn và vịnh Cam Ranh tại Đông Dương thuộc Pháp, đến đảo Hải Nam, Hong Kong, Đài Loan và dọc bờ biển phía Nam Trung Quốc, lực lượng đã đánh chìm nhiều tàu buôn và bắn rơi 112 máy bay Nhật Bản.
Sang đầu tháng 2, Mansfield hoạt động trong thành phần Đội đặc nhiệm 58.1, giờ đây thuộc Đệ Ngũ hạm đội dưới quyền Đô đốc Raymond A. Spruance, và đã hộ tống các tàu sân bay trong chiến dịch không kích xuống khu vực phụ cận Tokyo. Vào ngày 15 tháng 2, nó trợ giúp cho tàu khu trục Bush (DD-529) bắn rơi một máy bay đối phương tìm cách tiếp cận đội đặc nhiệm. Sau đó từ ngày 17 đến ngày 23 tháng 2, lực lượng hỗ trợ trực tiếp cho cuộc đổ bộ lên Iwo Jima, rồi quay trở lên phía Bắc tiếp tục không kích xuống khu vực Tokyo, Nagoya và Kobe. Hoàn cảnh thời tiết xấu đã khiến phải hủy bỏ những kế hoạch không kích tiếp theo, và lực lượng quay lại không kích Okinawa trước khi rút lui về Ulithi để tiếp liệu và nghỉ ngơi, sửa chữa.
Từ ngày 14 tháng 3 đến ngày 27 tháng 4, Mansfield hộ tống cho các tàu sân bay trong các chiến dịch không kích xuống phía Nam đảo Kyūshū và càn quét Okinawa. Đến ngày 9 tháng 5, các tàu sân bay lại không kích Kyūshū, Okinawa và các đảo lân cận. Từ ngày 28 tháng 5, khi Đệ Ngũ hạm đội được chuyển trở lại thành Đệ Tam hạm đội, và Đội đặc nhiệm 58.1 đổi tên thành Đội đặc nhiệm 38.1, và cho đến khi Nhật Bản đầu hàng vào ngày 15 tháng 8, chiếc tàu khu trục hoạt động gần các đảo chính quốc Nhật Bản. Ba tuần trước ngày chiến thắng, nó đã cùng tám tàu khu trục khác thuộc Hải đội Khu trục 61 đột kích vào Nojima Saki, đánh chìm hay gây hư hại cho bốn tàu đối phương bằng ngư lôi.
Mansfield đã có mặt trong vịnh Tokyo vào ngày 2 tháng 9, và đã chứng kiến lễ ký kết văn kiện đầu hàng trên thiết giáp hạm Missouri (BB-63) trước khi lên đường quay trở về Hoa Kỳ. Trong những năm sau đó, nó hoạt động huấn luyện nhân sự cho Hải quân Dự bị Hoa Kỳ và thực hiện những chuyến đi hàng năm sang khu vực Tây Thái Bình Dương trong thành phần Lực lượng Khu trục Hạm đội Thái Bình Dương.

### Chiến tranh Triều Tiên

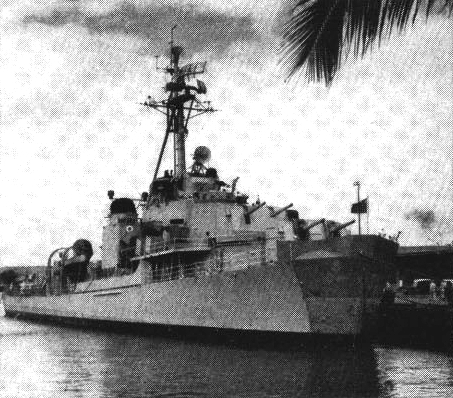
Mansfield với một mũi tàu tạm thời sau khi trúng mìn năm 1950.

Vào ngày 27 tháng 6, 1950, hai ngày sau khi lực lượng Bắc Triều Tiên tấn công xuống Nam Triều Tiên khiến chiến tranh bùng nổ, Mansfield khởi hành từ Sasebo, Nhật Bản để hoạt động hỗ trợ hỏa lực và hộ tống tại vùng biển xung đột. Ba tháng sau đó, trong vai trò soái hạm của Đội khu trục 91, nó dẫn đầu đội khu trục tiến vào vịnh cảng Inchon và đã bắn phá tiêu diệt các khẩu đội pháo bờ biển đối phương bằng pháo 5-inch mà không bị thiệt hại nào.
Hai tuần sau đó, đang khi tìm kiếm một máy bay ném bom hạng nhẹ B‑26 Invader của Không quân bị bắn rơi, Mansfield trúng phải một quả mìn làm hư hại nặng phần mũi con tàu bên dưới sàn chính, và khiến 27 thành viên thủy thủ đoàn bị thương nặng. Con tàu phải quay về vịnh Subic, Philippines, nơi nó được sửa chữa tạm thời với một mũi tàu giả, rồi quay trở về Xưởng hải quân Puget Sound, Bremerton, Washington để sửa chữa triệt để. Nó chỉ gia nhập trở lại lực lượng Liên Hợp Quốc ngoài khơi bờ biển Nam Triều Tiên vào cuối năm 1951, làm nhiệm vụ hỗ trợ hỏa lực, hộ tống và bắn phá bờ biển.
Trong những năm tiếp theo, Mansfield luân phiên giữa nhiệm vụ huấn luyện quân nhân dự bị tại vùng bờ Tây với nhứng đợt biệt phái sang khu vực Tây Thái Bình Dương. Được đại tu tại Xưởng hải quân Long Beach, Long Beach, California vào mùa Thu năm 1955, nó còn quay trở lại xưởng tàu này một lần nữa vào năm 1960 để được nâng cấp trong khuôn khổ Chương trình Hồi sinh và Hiện đại hóa Hạm đội II (FRAM: Fleet Rehabilitation and Modernization). Tháp pháo 3-inch 50 caliber được thay thế bằng các dàn phóng ngư lôi Mark 25 và Mark 32 chống ngầm; và phần sàn sau được cải tiến để mang theo máy bay trực thăng không người lái chống tàu ngầm Gyrodyne QH-50 DASH. Từ tháng 10, 1960 đến tháng 10, 1961, nó thực hành huấn luyện cùng Đệ Nhất hạm đội ngoài khơi vùng bờ Tây, rồi trong ba năm tiếp theo, nó đặt cảng nhà tại Yokosuka, Nhật Bản và hoạt động hộ tống cho các tàu sân bay thuộc Đệ Thất hạm đội.

### Chiến tranh Việt Nam

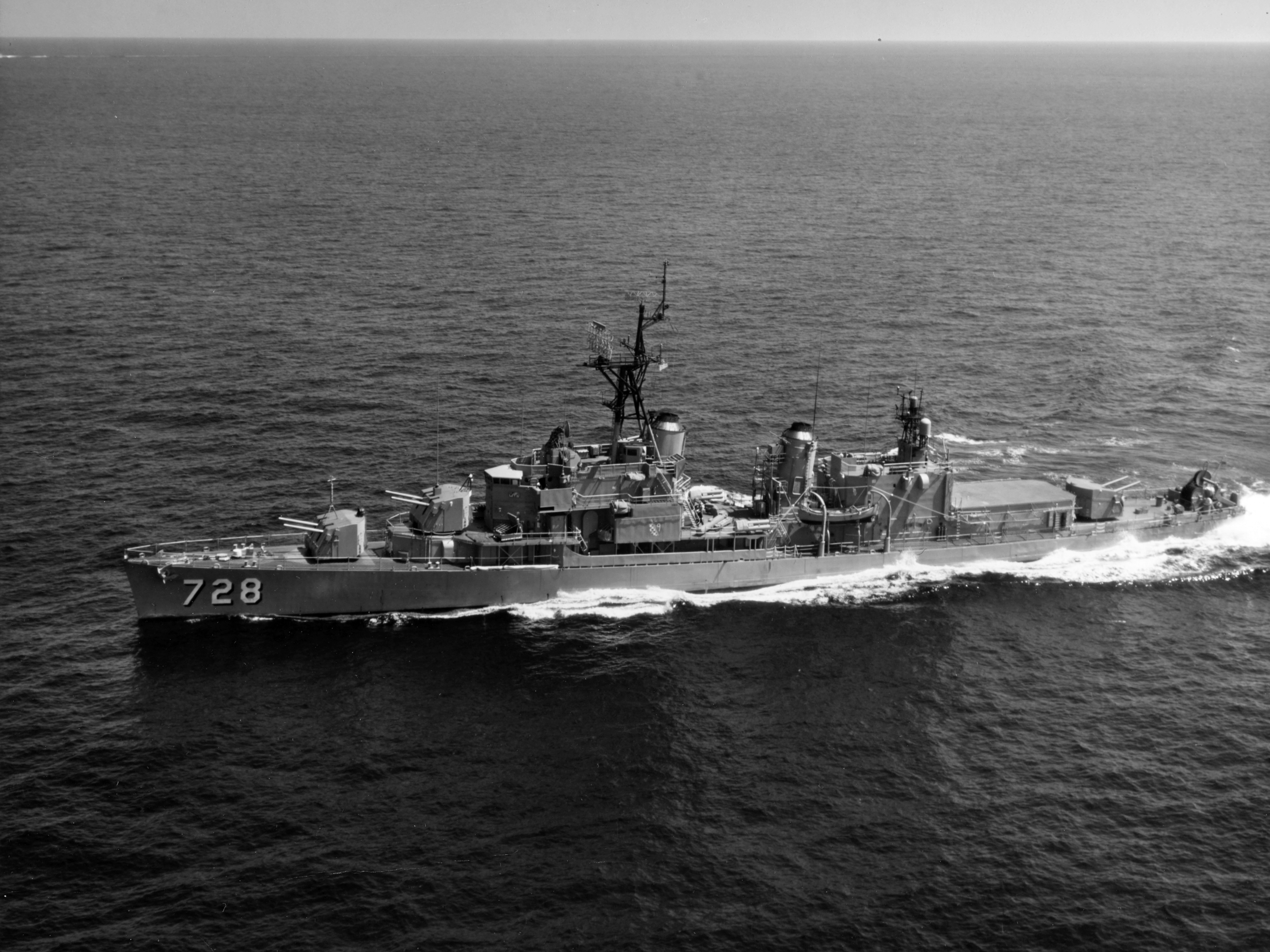
Mansfield trên đường đi sau đợt hiện đại hóa FRAM II.

Mansfield quay trở về Hoa Kỳ vào tháng 6, 1964 và đặt cảng nhà tại Long Beach. Nó lại khởi hành hướng sang phía Tây vào ngày 20 tháng 8, 1965 để phục vụ cùng Đệ Thất hạm đội, và trong sáu tháng tiếp theo, nó phục vụ hộ tống và canh phòng máy bay cho các tàu sân bay hoạt động ngoài khơi Việt Nam, và trực tiếp bắn hải pháo hỗ trợ cho lực lượng Hoa Kỳ, Australia và Việt Nam Cộng Hòa chiến đấu trên bộ. Sang tháng 6, 1966, chiếc tàu khu trục lại chuyển cảng nhà đến Yokosuka, và sau đó thường xuyên được phái sang hoạt động tại biển Đông ngoài khơi Việt Nam. Hoạt động này chỉ bị ngắt quãng bởi hai tuần lễ biệt phái sang Lực lượng Đặc nhiệm 130 vào tháng 9 để làm nhiệm vụ thu hồi tàu không gian Gemini XI, và hai tuần lễ phục vụ như tàu căn cứ tại Hong Kong vào cuối tháng 11.
Mansfield trải qua thời gian còn lại của năm 1966 hoạt động ngoài khơi Việt Nam, bao gồm hoạt động tuần tra phong tỏa tại khu vực tác chiến của Quân đoàn 1, và tuần tra ngăn chặn việc vận chuyển vũ khí theo đường biển từ phía Bắc xuống Nam Việt Nam. Sang năm 1967, và cho đến năm 1970, ngoài các hoạt động trên, nó còn phục vụ tìm kiếm giải cứu cho các tàu sân bay hoạt động tại Trạm Yankee trong vịnh Bắc Bộ. Lúc 09 giờ 30 phút ngày 25 tháng 9, 1967, nó trúng hỏa lực pháo phòng thủ bờ biển của lực lượng Việt Nam Dân chủ Cộng hòa ngoài khơi đảo Cồn Cỏ về phía Bắc khu phi quân sự; một thành viên thủy thủ đoàn đã tử trận và 19 người khác bị thương.
Mansfield được cho xuất biên chế vào ngày 4 tháng 2, 1971. Tên nó được cho rút khỏi danh sách Đăng bạ Hải quân vào ngày 1 tháng 2, 1974, và con tàu được bán cho Argentina vào ngày 4 tháng 6 cùng năm đó, để tháo dỡ làm nguồn phụ tùng cho những con tàu còn hoạt động.

## Phần thưởng
Mansfield được tặng thưởng năm Ngôi sao Chiến trận do thành tích phục vụ trong Thế Chiến II, và thêm ba Ngôi sao Chiến trận khác trong Chiến tranh Triều Tiên.